# Marshall (empresa)
Marshall és una empresa anglesa que dissenya i fabrica amplificadors electrònics i auriculars. La companyia també posseeix un segell discogràfic anomenat Marshall Records des del 2017. Va ser fundada a Londres pel músic i propietari d'una botiga de bateries, Jim Marshall, i ara té la seu a Bletchley, Milton Keynes.
Els amplificadors de guitarra de tub termoiònic de Marshall es troben entre els més populars del món. La seva sonoritat, caracteritzada per una distorsió càlida i crunch, va ser ideada després que guitarristes com Pete Townshend, Eric Clapton o Ritchie Blackmore visitessin la botiga de Marshall queixant-se que els amplificadors de guitarra que hi havia al mercat no tenien el so adequat ni el volum suficient.
El 2007, un grup d'empleats de Marshall es va separar per iniciar Blackstar Amplification. El 2010 Marshall va iniciar una associació amb Zound Industries per a fabricar auriculars i altaveus Bluetooth. L'agost de 2018, Marshall va anunciar dos altaveus intel·ligents que funcionen amb Amazon Alexa.
Marshall va ser un dels primers patrocinadors del Milton Keynes Dons Football Club. El setembre de 2018 Marshall va anunciar un acord comercial per a utilitzar l'Stadium MK per a esdeveniments musicals. El primer concert va ser amb The Black Eyed Peas.